# M.E.M. 〜汚された純潔〜
『M.E.M. 〜汚された純潔〜』（エム.イー.エム. 〜よごされたじゅんけつ〜）は、1999年8月26日にアイルより発売されたアダルトゲーム。

## あらすじ
内戦が終わって治安が悪いながらも一時の平和が訪れた近未来。内戦中に自分のミスで視力を失わせることになった少女篠崎冴子を正体を隠して援助していた主人公だが、彼女が今いる孤児院から出なければならない年齢となったため、冴子を引き取るためのまとまった金が必要となっていた。
かつての軍の同僚である陣に金を稼げる方法を相談した主人公は、10日間で女を一人奴隷調教して差し出すという仕事を与えられる。当初は戸惑いながらも、自分の行為によってダークさが目覚めてきた主人公は、いつしか守るべき対象であるはずの冴子にまで過激な行為をするようになる。

## 概要
本作におけるヒロインの調教は肛門拡張、尿道拡張、乳房巨大化といった肉体改造がメインとなっている。これはアダルトゲーム業界の他メーカーはほとんど手を出していないニッチなジャンルであり、その後本作開発スタッフにより設立されたアイル社内ブランド「アイル【チーム・ラヴリス】」の独擅場となっている。
原画は深水直行が担当した。登場するヒロインは6名で、調教の途中の選択肢によってプレイヤーの過激さの数値が変わり、エンディングがダーク系かハッピーエンドかに分岐する。ただし、ハッピーエンドといってもあくまでもヒロインの主観による幸福のため、客観的に見てハッピーとは思えないエンドも多い。
チーム・ラブリスの処女作であるが、本作を発売した後、チーム・ラブリスは長い休眠期間に入ることになる。

## 登場人物
篠崎冴子
本編のメインヒロイン。盲目の少女。暴走した主人公に調教をされることになるが、処女だけは許して欲しいと懇願したため肛門を徹底的に拡張されることとなる。
此路未菜
幼い花売りの孤児。スラム街で主人公に拾われそのまま懐く。主人公に捨てられないように調教を受け入れる。
お漏らし癖を咎められ尿道拡張調教をされることになる。
マリエル・リーガン
ソフィア・アレクシーブの芸名で活動している人気アイドル。「マリエル」と「ソフィア」の齟齬に悩み、「ソフィア」を汚したいと望む。
浣腸調教をされることとなる。
北条由利
軍隊時代の主人公と陣の上官だった未亡人軍人。夫は戦死している。幼い一人娘の養育費を得るために奴隷に身を堕とす。
乳房を巨大化させる乳牛奴隷化調教を受けることに。
国東千里
献身的な看護婦。既に陣に半ば調教されている。貧しい患者たちの治療費を賄うため奴隷になった。
従順な性格から物扱いされる調教を好む。
妹の千春の調教を始めてしまうと千里は攻略できなくなる。
国東千春
千里の双子の妹のジャーナリスト。姉とは違い、関西弁で話す。主人公への恋心に付け込まれ姉と一緒に調教されることに。
人一倍大きいクリトリスを肥大化させる調教を受ける。
陣
戦争時に主人公と同じ部隊にいた戦友で、主人公と同じく由利の部下だった。
現在は奴隷を調教して商品にすることを生業にしており、職業柄、非合法組織とのパイプも持っている。
主人公と冴子の関係も知っており、金に困っている主人公を助けるつもりで同業にならないかと誘う。
かつては明るくムードメーカーになれる人物だったが、戦後の現実に絶望し、冷たい目で皮肉げに吊り上った笑みを浮かべる男になった。
主人公（正樹。変更も可能）
元軍人で現在は日々の暮らしで精一杯な生活をしている。冴子のために奴隷調教に手を染める。
北条由利の調教時には複雑な内面を垣間見ることができる。

## アダルトアニメ
2000年にピンクパイナップルより発売された。監督はふじもとよしたかが担当した。30分全2話。
- Karte No.1「白衣の鬼畜」（2000年8月25日）
- Karte No.2「破花はかなき命」（2000年10月27日）